# 西端區 (溫哥華)

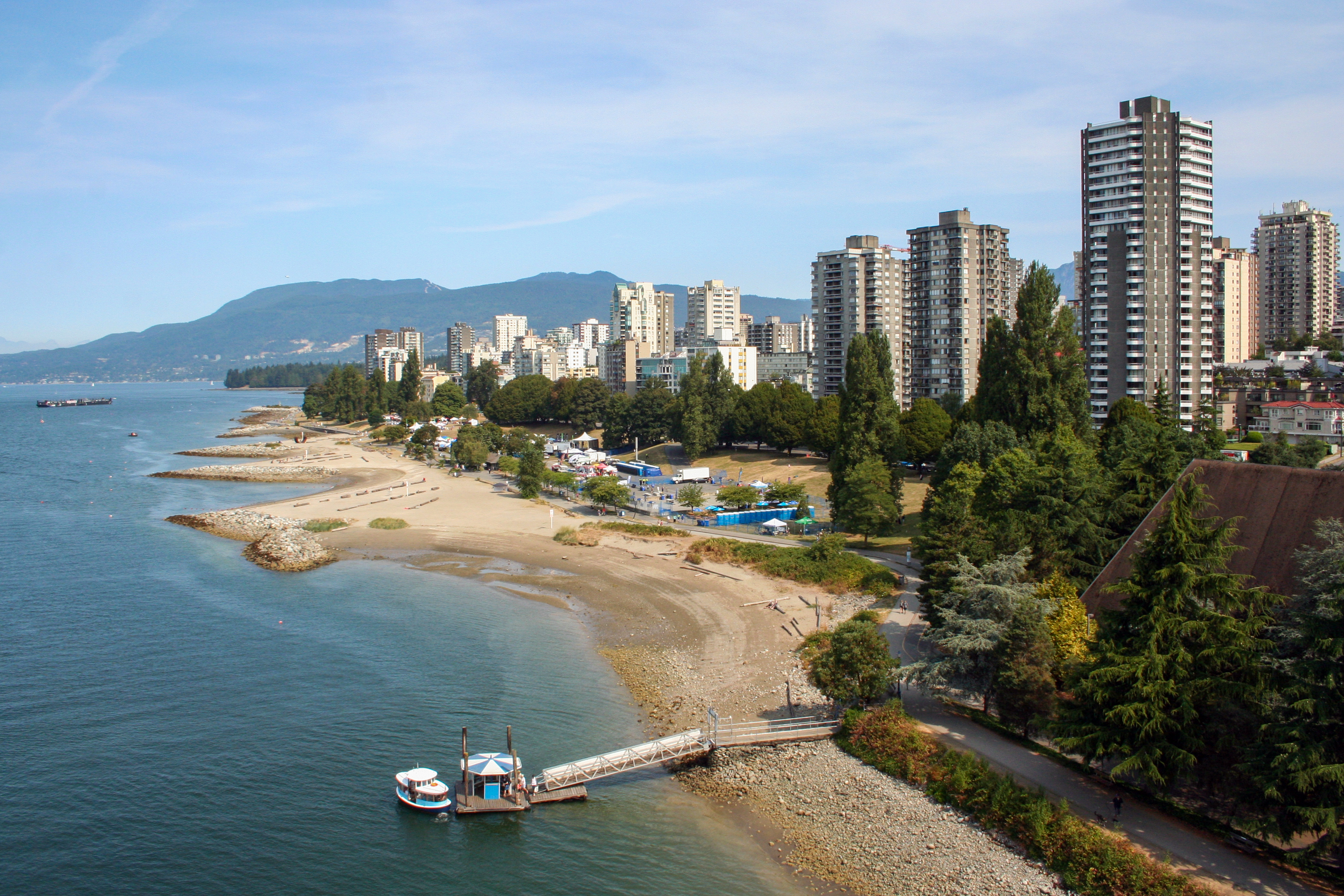
西端區日落海灘公園（Sunset Beach Park）

西端區（英語：West End）是加拿大卑詩省溫哥華的一個社區，以布勒街、佐治西街和登曼街為界，西面毗邻英吉利灣，並與史丹利公園和市中心的金融區、耶魯鎮和高豪港等地區為鄰，西端區每平方公里的人口密度約2萬人左右，是全大溫地區人口密度最高之處。
現西端區一帶原為一片樹林。到了1862年，以約翰·摩頓為首的三名英國商人在此處購入了面積達550英畝（約2.2平方公里）的土地，並打算以該處的泥土製磚，為西端的發展揭開序幕。然而，西端早期發展緩慢，樹林到1890年代才逐漸被開發成高檔住宅區。加拿大太平洋鐵路公司後於1910年開發桑拿斯區，而該區也取代了西端成為溫哥華市的首要高尚住宅區。與此同時，多層公寓也開始於西端内有路面電車行駛的街道（洛遜街、登曼街和戴維街）。二戰後隨著建築技術進步和市政府放寬發展限制，西端也出現一股建築潮。1962年至1975年間有超過220座多層大廈在西端落成。
2006年西端區有44,560名居民，較2001年上升5.8%。19歲以下的居民佔區內居民總數6.7%，20至39歲居民佔48.6%，40至64歲居民佔33.3%，而65歲或以上的居民則佔11.4%。區內居民有61.3%以英語為母語，其次為中文（5.2%）和日語（4.2%）。區內家庭入息中位數為$38,581，而32.3%居民為低收入戶。失業率為5.7%。
溫哥華的同志村戴維村也是位於西端區以内。

## 外部連結
- （英文）West End | City of Vancouver （页面存档备份，存于）－溫哥華市政府網站 西端區頁面